# Louis Heuzey
Pour les articles homonymes, voir Heuzey.
Louis Charles Léon Heuzey, né le 25 décembre 1863 à Paris et mort 19 juin 1901 dans la même ville, est un homme politique français. Il est député de la Mayenne de 1898 à sa mort.

## Biographie

### Origine
Il est fils de l'archéologue Léon Heuzey, membre de l'Institut, conservateur du Musée du Louvre et petit-fils de Charles Lecomte, un ancien député de la Mayenne.

### Carrière
Après de brillantes études au lycée Condorcet, il a accompli sa période d’instruction militaire au 22e régiment d'artillerie à Versailles ; en quittant le régiment, il a fait ses études de droit à la faculté de Paris, devant laquelle il a obtenu son titre de licencié. Au titre militaire, il est lieutenant d'artillerie de réserve au 11e régiment d'artillerie.
Industriel, il est à la tête en 1898 d’une importante maison d’exportation qui fait avec l'étranger un chiffre d’affaires en tissus de la Mayenne.  Il est alors employé dans la maison de commission en tissus que dirige son grand-père à Paris. Il possède de vastes propriétés dont il surveille lui-même l’exploitation. 
Il se présente aux Élections législatives de 1898.
Il est élu député de la Mayenne dans la 2e circonscription de Laval au premier tour, contre le sortant Georges Gamard. Il s'inscrit au groupe progressiste et est membre de plusieurs commissions importantes, notamment celles de l'agriculture et des octrois. Il meurt subitement en 1901, en cours de mandat.

## Sources partielles
- « Louis Heuzey », dans Adolphe Robert et Gaston Cougny, Dictionnaire des parlementaires français, Edgar Bourloton, 1889-1891 [détail de l’édition]